# 艦橋

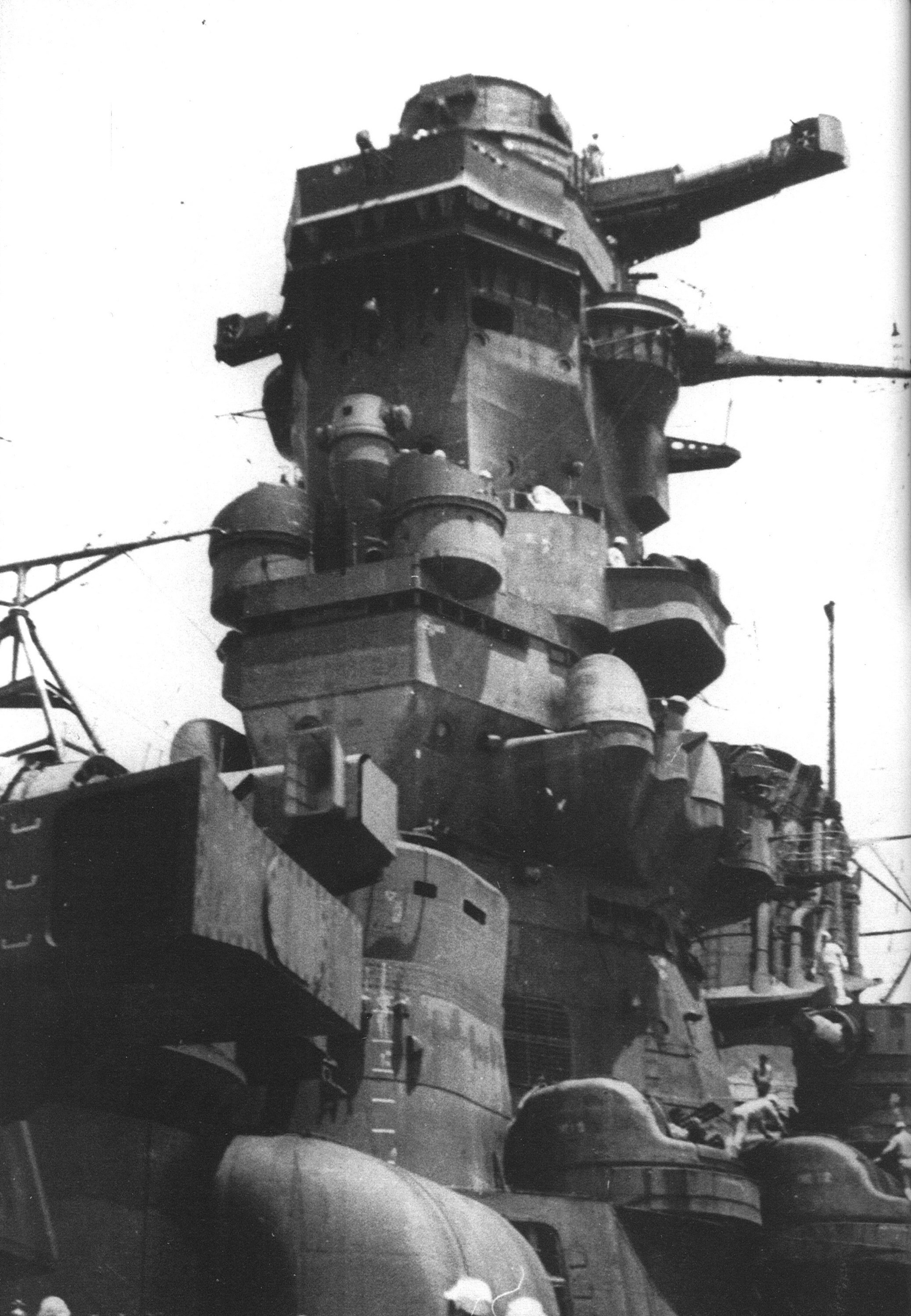
大和型戦艦「武蔵」の檣楼に艦橋が一体化されている

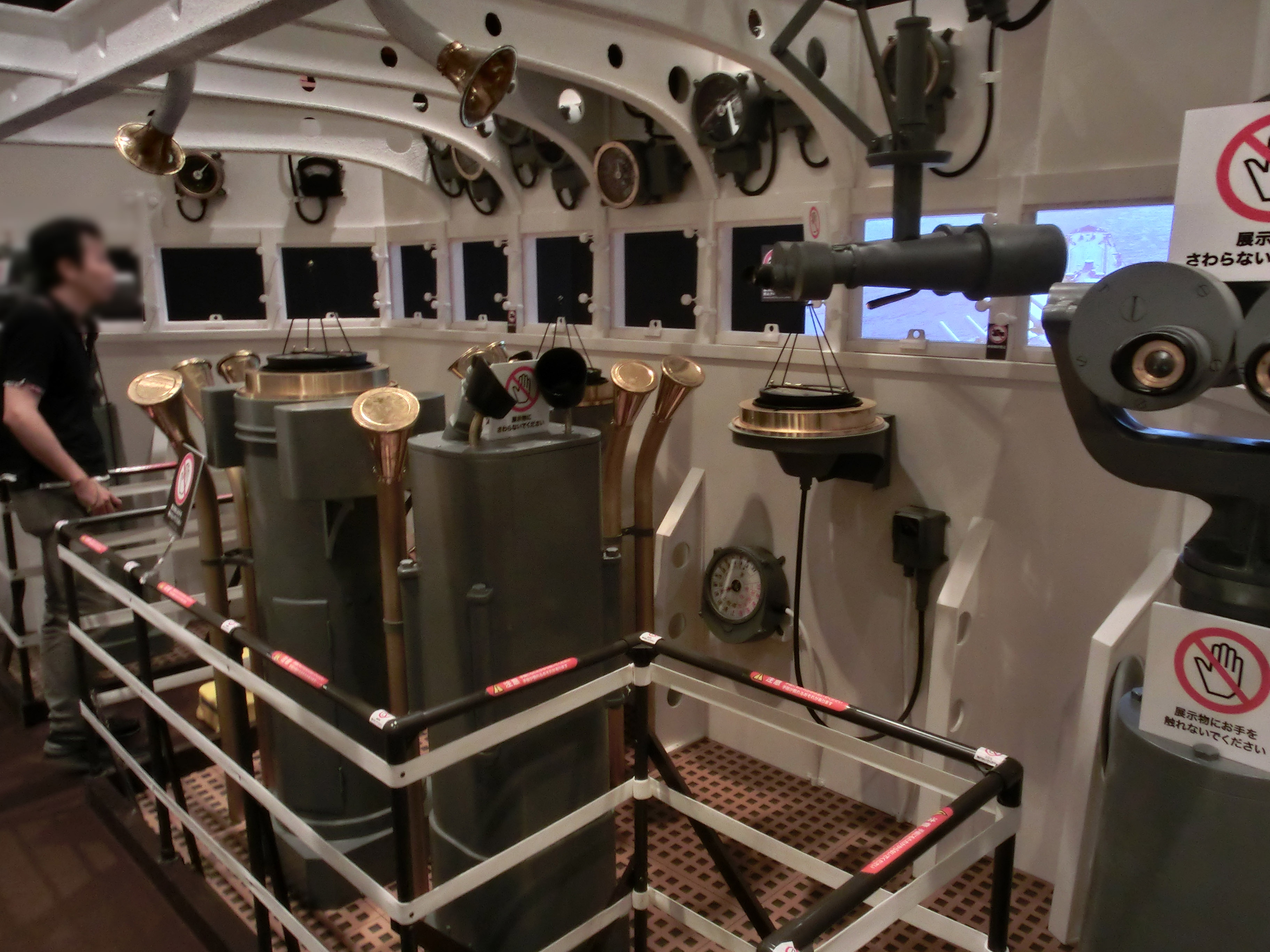
大和の艦橋内部　復元モデルセット、呉海事博物館2013年8月

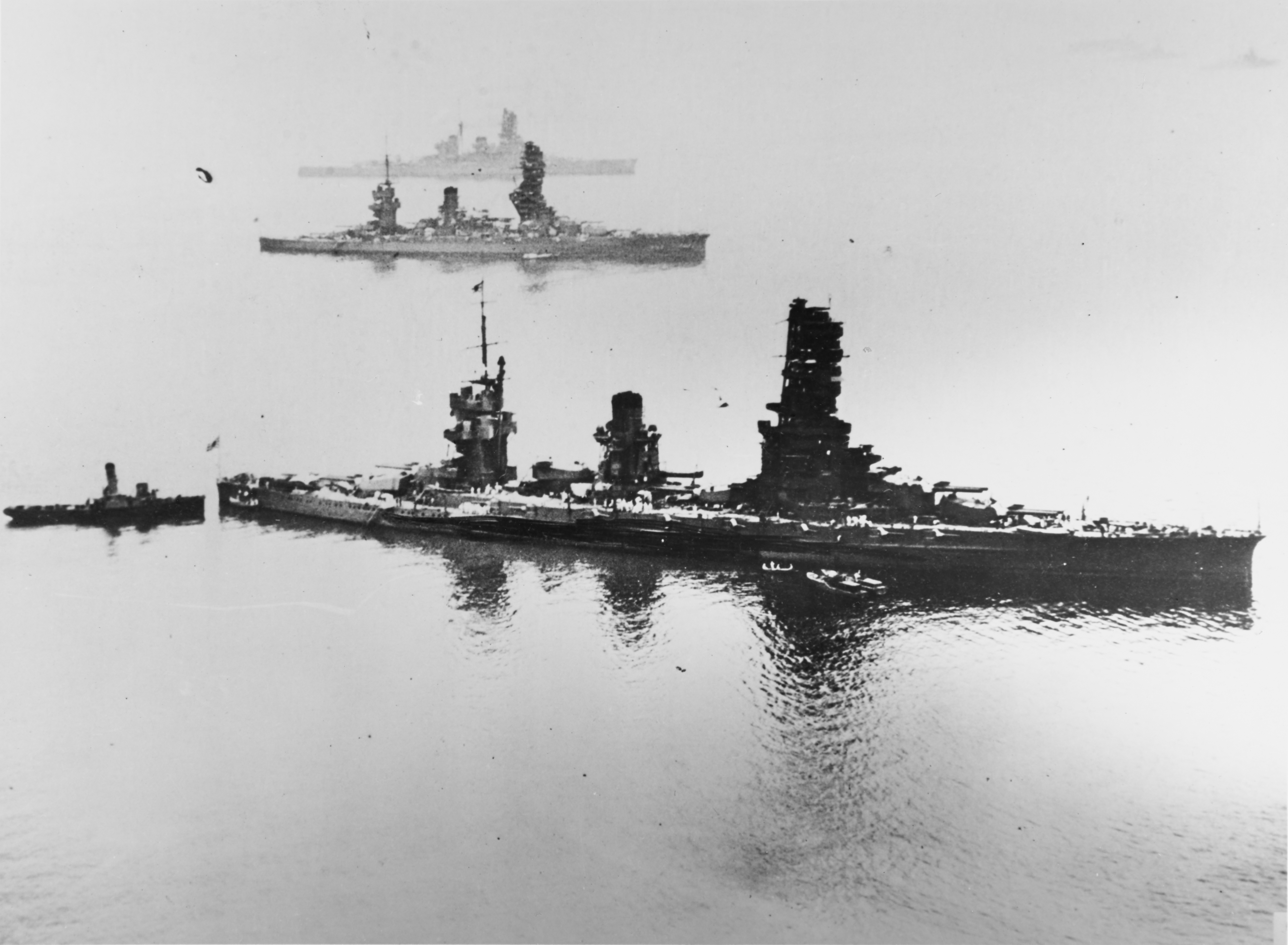
第二次近代化改装後の戦艦山城、奥にいるのは扶桑、榛名。

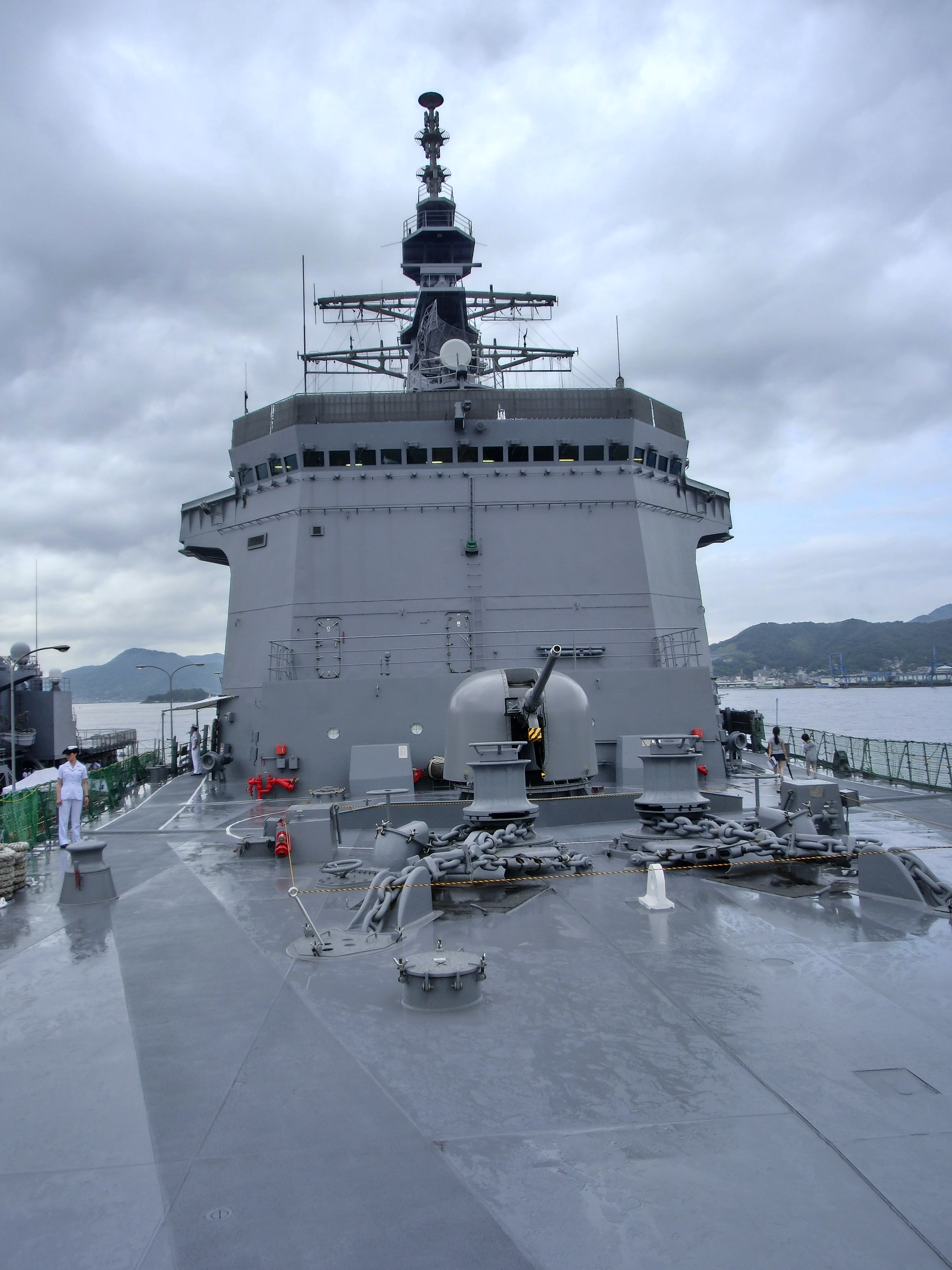
掃海母艦ぶんごの前部甲板より艦橋を望む

艦橋（かんきょう）は、軍艦の船橋（せんきょう、ふなばし）を指す。艦長の指揮所に当たる。英語のままブリッジ（bridge）ともいう。甲板上の高所に設けられる（檣楼内など）。檣楼、上構（マスト、セイル）などと混同されがちである。

## 概要
羅針盤・操舵装置・速力通信機（テレグラフ）などを備え、船の中枢部としての役目を持つ。原則として、航海中は艦長またはその代理の専任士官が常に艦橋で指揮を執る。初期では露天艦橋が一般的で、吹き曝しの状態に天幕を張る程度であったが、第一次世界大戦以降は艦橋内の機器の精密化や居住性を考慮し、漸次的に建屋状の構造物という形態をとるようになった。

大型の軍艦（戦艦等）の場合は複数の艦橋をもつことがあり、特に旗艦設備を持つ艦には艦長が指揮する操艦用の艦橋と提督が指揮する艦隊用の艦橋を別途設けたものもある。電話等の艦内通信設備が発達したこともあって司令官が防御上不利な艦橋に詰めている必要も無くなり、弩級以後の戦艦では、前甲板の砲塔の後ろに装甲化された司令塔が置かれ（常用の艦橋はこの上部に設けられる）、その後ろに檣楼を高く立てて長距離砲撃時の測距・弾着観測などを司る射撃指揮所を設ける配置が一般的となった。
しかし日本海軍では重装備志向が強く、武装以外に割かれる甲板占有面積を節減するため司令塔の真上に檣楼を立て一体化し、艦橋も檣楼の途中に設けられた。第二次世界大戦までに種々の追加改修を繰り返したことで、高く重厚な檣楼は日本戦艦の艦容を特徴づけるデザインとしてパゴダマストと呼ばれる。
第二次世界大戦後の軍艦では、戦闘の指揮は指揮の一極集中を避けるため、また情報が集中し防御も容易な船体内奥に置かれた戦闘指揮所（CIC）に移り、艦橋の役目は航海、操艦、目視監視（双眼鏡なども用いる）などに限られている。
航空母艦は操艦用の艦橋と航空機の発着艦指揮用の艦橋（管制塔）を持つ。空母の艦橋を収めた建物をアイランドというが、2017年就役したイギリスのクイーン・エリザベス級航空母艦では、それぞれの艦橋を別個に収めた2個のアイランドを備えている。フランスでもフランス次期空母において同様のデザインが採用される予定だったが、計画は中止された。

## 艦橋勤務
艦橋勤務とは、軍艦および自衛艦において艦の操艦・航法・通信・指揮連絡を実際に執り行う士官・乗員の勤務であり、艦橋における実務を総称するものである。艦長またはその代理の指揮の下、航海に関する情報の収集・判断・伝達を行い、針路の維持、他艦との通信、視認による状況把握を通じて安全かつ意図した航行を確保するものである。艦橋勤務は航法・天測航法・方位磁針・海図と密接に連携する実務であり、これらの技術を用いて自艦の船位を把握し、必要に応じて進路修正を行う。
旧日本海軍からの伝統としての躾けと、現在の海上自衛隊における幹部の基礎訓練には連続性が認められ、過去の勤務規範や観測・報告の手法は書面化され、若年幹部に伝承されてきた。その一例として、初級幹部向けに旧海軍の実務・姿勢を体系的にまとめた「艦橋勤務」文書が存在し、現職者への読み継ぎと実態の再現を目的として公開されている。
艦橋勤務においては、視認による目標の方位測定（方位線・重視線）や、天体を用いた位置確認（天測航法）、磁気方位を補正した方位の評価（方位磁針の偏差・自差の理解）、および最新の海図情報の反映を組み合わせて継続的に船位を更新することが求められる。これらの情報を基に艦橋で進路伝達および操艦指令が出される。